# PSA PF3
PSA PF3 — автомобильная платформа, выпускавшаяся подразделением PSA Group с 2001 по 2018 год.

## Модельный ряд
- С короткой колёсной базой:
  - 2001—2008 Citroën C5 I
  - 2004—2010 Peugeot 407[2]
  - 2008—2017 Citroën C5 II
  - 2010—2018 Peugeot 508 I[3]
- С длинной колёсной базой:
  - 2005—2012 Citroën C6